# Milewszczyzna
Milewszczyzna – kolonia wsi Rudka w Polsce, położona w województwie podlaskim, w powiecie sokólskim, w gminie Korycin.
W latach 1975–1998 kolonia administracyjnie należała do województwa białostockiego.
Przed 2023 r. miejscowość nosiła nazwę Mielewszczyzna.